# Катуну (Берчени)
Катуну (рум. Cătunu) насеље је у Румунији у округу Прахова у општини Берчени. Oпштина се налази на надморској висини од 111 m.

## Становништво
Према подацима из 2002. године у насељу је живело 760 становника, од којих су сви румунске националности.